# Xã Whitewater, Michigan
Xã Whitewater (tiếng Anh: Whitewater Township) là một xã thuộc quận Grand Traverse, tiểu bang Michigan, Hoa Kỳ. Năm 2010, dân số của xã này là 2.597 người.